# Міттертайх
Міттертайх (нім. Mitterteich) — місто в Німеччині, розташоване в землі Баварія. Підпорядковується адміністративному округу Верхній Пфальц. Входить до складу району Тіршенройт. Центр об'єднання громад Міттертайх.

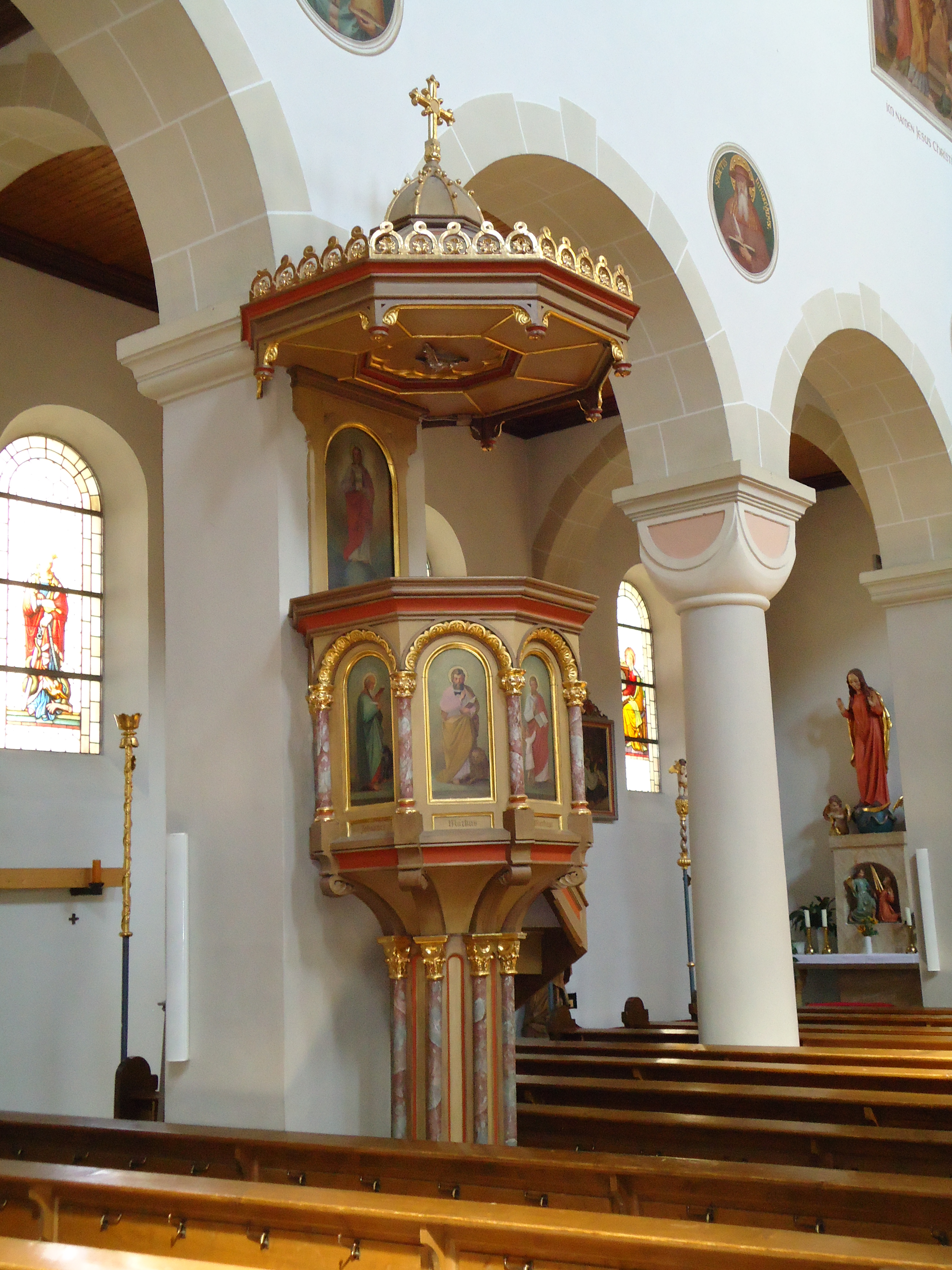
Костел святого Якова у Мітертайху

Було відоме завдяки порцеляні, яка тут вироблялася з 1887 року, коли Людвіг Лінднер (Ludwig Lindner) заснував у містечку фабрику з виробництва фарфору. Пізніше фабрика перешла до рук британців, а з початком Першої світової війни була захоплена та передана у власність місцевої акціонерної компанії. 
Після пожежі у 1988 році фабрика була відновлена у 1989 році. На підприємстві було задіяно близько 800 працівників.
На початку 2000-х на порцеляновій фабриці працювало 360 робітників (70% з яких складали жінки), але у 2005 році підприємство оголосило себе банкрутом і було закрите 1 березня 2006 року. 
Наразі у містечку існує музей порцеляни.
Площа — 39,35 км2. Населення становить 6495 ос. (станом на 31 грудня 2020).